# Elvire Murail
Pour les articles homonymes, voir Murail.
Œuvres principales
Les kinra girl 
oh pénélope
- Escalier C

Elvire Murail, née le 7 juin 1958 au Havre, est une écrivaine française, principalement auteur de livres pour la jeunesse sous le nom de plume de Moka. Fille du poète Gérard Murail, elle est la sœur cadette des écrivains Marie-Aude et Lorris Murail, et du compositeur Tristan Murail.

## Biographie
Diplômée de l'université de Cambridge, elle commence sa carrière littéraire par des romans pour adultes. Elle connait le succès avec son premier livre, Escalier C, qui est porté au cinéma par Jean-Charles Tacchella en 1984.
Après avoir signé quatre romans pour adultes, elle entre en littérature de jeunesse en 1989 sous le pseudonyme de Moka.

Elle signe de ce pseudonyme plus de soixante-dix romans pour la jeunesse, édités principalement à L'École des loisirs dans les collections Mouche, Neuf et Médium. Ces romans explorent une veine policière ou une veine fantastique.
Depuis 1996, elle est engagée dans la défense d'une littérature jeunesse de qualité, au sein de l'association de la Charte des auteurs et des illustrateurs jeunesse, dont elle fut trésorière de 1999 à 2007. Elle fut également Commissaire permanent chargée des affaires générales de la Sofia (Société française des intérêts des auteurs de l’écrit) jusqu'en 2007. Elle est sociétaire de la SGDL et de la SACD.
Elle travaille également comme scénariste et dialoguiste pour le cinéma et la télévision.

## Œuvres littéraires

### Sous son nom
- Escalier C, Éditions Sylvie Messinger, 1983.
- La Plume de perroquet, 1984.
- Les Mannequins d'osier, 1987.
- Bingo !, 1990.

### Sous le pseudonyme de Moka
- La Lanterne bleue, 1991, illustrations d'Yvan Pommaux
- Ailleurs (trilogie)
  1. Ailleurs, rien n'est tout blanc ou tout noir, 1991
  2. Le puits d'amour, 1992
  3. A nous la belle vie, 1994
- Je m'excuse, 1992, illustrations de Serge Bloch
- Ma vie de star, 1992, illustrations de Olivier Matouk
- Chipies et les Inventeurs, 1992, illustrations de Fabienne Teyssèdre
- Un phare dans le ciel, 1993
- Thomas Face-de-Rat et Amélie Mélasse, 1993, illustrations de Mette Ivers
- Souï-Manga, 1993, illustrations de Joëlle Jolivet
- L'enfant des ombres, 1994
- Trois-Pommes, 1994, illustrations de Catherine Rebeyrol
- Nous, les filles, 1995, illustrations d'Eric Heliot
- Ma vengeance sera terrible, 1995, illustrations d'Anaïs Vaugelade
- La marque du diable, 1996
- Mon loup, 1996, illustrations Mette Ivers
- Derrière la porte, 1997
- La chose qui ne pouvait pas exister, 1997. Il existe une adaptation en bande dessinée par Dominique Rousseau, dans Cargo Zone n° 5, mars-avril 2008.
- Ah, la famille !, 1997, illustrations Mette Ivers
- Un ange avec des baskets , 1998
- Williams et nous, 1998
- Vilaine fille, 1999
- Bon à rien, 1999, illustrations de Catherine Rebeyrol
- Cela, 2000
- L'écolier assassin, 2000
- Joséphine a disparu, 2000, illustrations d'Edith
- Le Plus grand détective du monde, 2000, illustrations de Jean-François Martin
- Le Dernier cadeau du Père Noël, 2000, avec Marie-Aude Murail, illustrations de Stéphane Jorisch
- La chambre du pendu, 2001
- Le Poisson dans le bocal, 2001, illustrations d'Isabelle Bonameau
- Au pied de l'Arc-en-ciel, 2001, illustrations de Catharina Valckx
- Le petit cœur brisé, 2002
- Un sale moment à passer, 2002
- Drôle de voleur !, 2002, illustrations d'Isabelle Bonameau
- Golem, Série écrite avec Marie-Aude Murail et Lorris Murail.
  1. Magic Berber
  2. Joke
  3. Natacha
  4. Monsieur William
  5. Alias
- L'Esprit de la fôret, 2003
- Arthus et Pénélope
  1. Le mystère de la Ferté-des-Eaux, 2002
  2. Amour et trahison, 2003
  3. Bonne année ?, 2003
  4. Do you speak français ?, 2004
- Vive la révolution !, 2003, illustrations de Frédéric Rébéna
- Jeu mortel, 2003
- Les Malheurs d'Hortense, 2003, illustrations de Magali Bonniol
- Il était trois fois, 2003, illustrations de Denise et Claude Millet
- Jusqu'au bout de la peur, 2004
- Tango, 2004
- Pourquoi ?, 2005
- Histoires de fées, 2006, illustrations d'Alice Charbin
- Sorcier !
  1. Menteurs, charlatans et soudards, 2006
  2. Le Frélampier, 2006
  3. Le Premier Temps du Chaos, 2007
  4. L'Honorable et le Monarque, 2007
  5. L'Étoile, 2008
  6. Les Quatre Dragons, 2008
  7. Secrets et confiture, 2008
  8. La fin du Monde, 2009
- C'est l'aventure, collectif, 2010
- Frissons
  1. La Prophétie de Venise, 2012
  2. L'Immortel, 2013
- Kinra girls (26 tomes), illustrations d'Anne Cresci
- Kinra Girls, Destination Mystère (3 tomes), illustrations d'Anne Cresci
- Oh! Pénélope! en 10 tomes: 
  - 1. Qu'est-ce qu'on attend pour être heureux ?, 2015
  - 2. Esprit es-tu là ? 2016
  - 3. Alors c'est ça l'amour ?, 2016
  - 4. Vous avez dit : Bonne année  ?, 2017
  - 5. Do you speak français ?, 2017
  - 6. Est-ce bien raisonnable ?, 2018
  - 7. Qu'est-ce que j'ai fait pour mériter ça ?, 2018
  - 8. Comment ça, je suis accro à Youtube ?, 2019
  - 9. Et à part ça, ça va ?, 2020
  - 10. Stop ou encore ?, 2021
- Douze (3 tomes), 2016
  - 1. Les sacrifiés du Zodiaque, 2016
  - 2. Le sang du tigre, 2016
  - 3. L'affaire Emily Howard, 2016
- Possession, 2022

## Cinéma et télévision

### Cinéma
- Escalier C réalisé par Jean-Charles Tacchella, 1985 (co-scénariste et dialoguiste)
- La Maison de Jeanne réalisé par Magali Clément, 1988 (scénariste consultante)
- La Septième Dimension, réalisé par six co-réalisateurs, 1988 (co-scénariste et scénariste consultante)
- Les Mannequins d'osier réalisé par Francis de Gueltzl, 1989 (co-scénariste et dialoguiste)
- Une journée pour rien de Serge Halsdorf, 1993 (scénariste et dialoguiste)

### Télévision
- Chambre froide réalisé par Sylvain Madigan, 1993 (adaptation et dialogues)
- La Vie en face réalisé par Laurent Dussaux, 1996 (scénariste-dialoguiste)
- Un étrange héritage réalisé par Laurent Dussaux, 1997 (scénariste-dialoguiste consultante)

## Récompenses
- Prix du premier roman pour Escalier C, 1983
- Prix George Sand pour Escalier C, 1984
- Prix des Incorruptibles
- Tam-tam Je Bouquine
- Prix du Polar
- Grand prix de l'Imaginaire
- Prix des Embouquineurs

Elle a reçu à deux reprises une bourse du Centre national des lettres pour Un phare dans le ciell'ensemble de son œuvre pour la jeunesse.